# Dla ciebie i ognia
Dla ciebie i ognia – polski film fabularny z 2008 roku w reżyserii Mateusza Jemioła oraz Tomasza Zasady. Zrealizowany został przez niezależną trójmiejską Wytwórnię Filmów Kalina.

## Obsada
- Michał Chołka – Adam
- Małgorzata Regent – Ania (narzeczona Adama)
- Marek Richter – Janusz
- Łukasz Jakubowski – Paweł
- Karolina Adamska – Ola
- Wojciech Tremiszewski – sierżant Sadowski
- Małgorzata Talarczyk – pani Renia
- Krzysztof Wojciechowski – Maciej
- Leszek Czerwiński – ekspert
- Marcin Tafejko – Piotr
- Andrzej Śledź – ksiądz Nowak
- Ula Kowalska – mama Ani
- Krzysztof Matuszewski – tata Ani

## Opis fabuły
Adam jest młodym i szalenie ambitnym dziennikarzem śledczym, pracującym w lokalnej gazecie – Kurierze Pomorza. Pewnego dnia otrzymuje pocztą list – bez nadawcy, z tajemniczym dopiskiem Tibi et Igni (łac. Dla ciebie i ognia). W liście znajduje trzy zdjęcia – fotografie swojej narzeczonej Ani. Zdjęcia zostały zrobione w miejscach, w których Ania – jak sama twierdzi – nigdy nie była. Adam wszczyna swoje własne śledztwo, które doprowadza go do przerażającej prawdy.

## Nagrody
- Bartoszki Film Festival 2008
  - Najlepsze zdjęcia (Tomasz Zasada)
  - Nagroda specjalna
  - Nagroda publiczności
- 33. Festiwal Polskich Filmów Fabularnych
  - wyróżnienie za sprawność realizacyjną
- Festiwal Polskich Filmów Niezależnych 2008
  - Grand Prix
  - Nominacje do nagrody Offskara 2009 w kategoriach: najlepszy film, najlepsza reżyseria, najlepszy scenariusz, najlepsze zdjęcia, najlepszy montaż, najlepszy aktor (Michał Chołka).
- Festiwal Pełny Metraż 2008
  - Nagroda publiczności Multimedia Polska 2008 za najlepszy film
- Europejski Festiwal Młodego Kina EFeMKa 2008
  - Grand Prix
  - Nominacja do nagrody Offskara 2009 w kategorii: najlepszy aktor dla Michała Chołki
- Festiwal Filmowe Zwierciadła 2008
  - Grand Prix
  - Wyróżnienie za profesjonalny warsztat filmowy
- Internetowe Nagrody Filmowe 2009
  - Drugie miejsce w kategorii Offowe odkrycie roku 2008
- Festiwal Zoom-Zbliżenia 2008
  - Nagroda publiczności
  - Nominacje do nagrody Offskara 2010 w kategoriach najlepsza reżyseria, najlepszy aktor (Michał Chołka), najlepsza aktorka (Małgorzata Regent). Nominacje zostały anulowane ze względu na wcześniejsze nominacje na rok 2009.

- Festiwal Kameralne Lato 2009 w Radomiu
  - Nagroda Grand Prix

- Nagroda im. Jana Machulskiego w kategorii najlepszy film w roku 2009
- Nagroda im. Jana Machulskiego w kategorii najlepszy montaż w roku 2009
- Festiwal Solanin-Film 2009 w Nowej Soli
  - Nagroda za najlepszy film fabularny

## Informacje dodatkowe
- Film został w całości sfinansowany z prywatnych pieniędzy autorów.
- Produkcja trwała ok. dwa lata: od lutego 2006 r. do marca 2008 r.
- Ekipa liczyła pięć osób: Mateusz Jemioł, Tomasz Zasada, Bartek Kusz, Tomek Specjał, Leszek Specjał.
- Sceny w przemysłowym kompleksie w Milczu były kręcone w cukrowni w Pruszczu Gdańskim.
- Muzykę do filmu skomponował Michał Wasilewski, lider zespołu Panika; w filmie wykorzystano również dwa utwory zespołu: Islandia i Read On;
- Specjalnie do filmu powstał utwór "Pozwolę ci zaraz odejść" Wasilewskiego, w nagraniu którego udział wzięła Małgorzata Regent; W 2009 r. Wytwórnia Filmów Kalina zrealizowała teledysk do tego utworu.